# Taekwondo na Letních olympijských hrách 2016
Taekwondo na Letních olympijských hrách 2016 v Riu de Janeiro se konal od 17. srpna do 20. srpna.

## Zúčastněné země
- Aruba (1)
- Austrálie (4)
- Ázerbájdžán (4)
- Bělorusko (1)
- Belgie (3)
- Brazílie (4)
- Kambodža (1)
- Kanada (1)
- Kapverdy (1)
- Středoafrická republika (1)
- Chile (1)
- Čína (4)
- Kolumbie (2)
- Chorvatsko (3)
- Kuba (1)
- Dominikánská republika (3)
- Demokratická republika Kongo (1)
- Egypt (3)
- Finsko (1)
- Francie (4)
- Gabon (1)
- Německo (3)
- Velká Británie (4)
- Haiti (1)
- Honduras (1)
- Írán (4)
- Izrael (1)
- Pobřeží slonoviny (3)
- Japonsko (1)
- Jordánsko (1)
- Kazachstán (3)
- Libye (1)
- Mali (1)
- Mexiko (4)
- Moldavsko (1)
- Mongolsko (1)
- Maroko (3)
- Nepál (1)
- Nizozemsko (1)
- Nový Zéland (1)
- Niger (1)
- Norsko (1)
- Panama (1)
- Papua Nová Guinea (2)
- Peru (1)
- Filipíny (1)
- Polsko (2)
- Portugalsko (1)
- Portoriko (1)
- Rusko (3)
- Senegal (1)
- Srbsko (2)
- Jižní Korea (5)
- Španělsko (3)
- Švédsko (2)
- Tchaj-wan (3)
- Thajsko (3)
- Tonga (1)
- Tunisko (3)
- Turecko (2)
- Spojené státy americké (4)
- Uzbekistán (3)
- Venezuela (1)

## Medailisté

### Muži
| Kategorie | Zlato                                         | Stříbro                                | Bronz                                      | Bronz                             |
| --------- | --------------------------------------------- | -------------------------------------- | ------------------------------------------ | --------------------------------- |
| 58 kg     | Čao Šuaj · Čína (CHN)                         | Tawin Hanprab · Thajsko (THA)          | Luisito Pie · Dominikánská republika (DOM) | Kim Tche-hun · Jižní Korea (KOR)  |
| 68 kg     | Ahmad Abughauš · Jordánsko (JOR)              | Alexey Denisenko · Rusko (RUS)         | I Te-hun · Jižní Korea (KOR)               | Joel González · Španělsko (ESP)   |
| 80 kg     | Cheick Sallah Cisse · Pobřeží slonoviny (CIV) | Lutalo Muhammad · Velká Británie (GBR) | Milad Beigi · Ázerbájdžán (AZE)            | Oussama Oueslati · Tunisko (TUN)  |
| nad 80 kg | Radik Isajev · Ázerbájdžán (AZE)              | Abdoul Issoufou · Niger (NIG)          | Maicon Siqueira · Brazílie (BRA)           | Čcha Tong-min · Jižní Korea (KOR) |

### Ženy
| Kategorie | Zlato                                | Stříbro                          | Bronz                                    | Bronz                                          |
| --------- | ------------------------------------ | -------------------------------- | ---------------------------------------- | ---------------------------------------------- |
| 49 kg     | Kim So-hui · Jižní Korea (KOR)       | Tijana Bogdanović · Srbsko (SRB) | Patimat Abakarova · Ázerbájdžán (AZE)    | Panipak Wongpattanakit · Thajsko (THA)         |
| 57 kg     | Jade Jonesová · Velká Británie (GBR) | Eva Calvo · Španělsko (ESP)      | Kimía Alízadeová · Írán (IRI)            | Hedaya Malak · Egypt (EGY)                     |
| 67 kg     | O Hje-ri · Jižní Korea (KOR)         | Haby Niaré · Francie (FRA)       | Ruth Gbagbiová · Pobřeží slonoviny (CIV) | Nur Tatarová · Turecko (TUR)                   |
| nad 67 kg | Čeng Šu-jin · Čína (CHN)             | María Espinozová · Mexiko (MEX)  | Bianca Walkden · Velká Británie (GBR)    | Jackie Galloway · Spojené státy americké (USA) |

## Přehled medailí
| Pořadí | Země                   | Zlato | Stříbro | Bronz | Celkově |
| ------ | ---------------------- | ----- | ------- | ----- | ------- |
| 1      | Jižní Korea            | 2     | 0       | 3     | 5       |
| 2      | Čína                   | 2     | 0       | 0     | 2       |
| 3      | Velká Británie         | 1     | 1       | 1     | 3       |
| 4      | Ázerbájdžán            | 1     | 0       | 2     | 3       |
| 5      | Pobřeží slonoviny      | 1     | 0       | 1     | 2       |
| 6      | Jordánsko              | 1     | 0       | 0     | 1       |
| 7      | Španělsko              | 0     | 1       | 1     | 2       |
| 7      | Thajsko                | 0     | 1       | 1     | 2       |
| 9      | Francie                | 0     | 1       | 0     | 1       |
| 9      | Mexiko                 | 0     | 1       | 0     | 1       |
| 9      | Niger                  | 0     | 1       | 0     | 1       |
| 9      | Rusko                  | 0     | 1       | 0     | 1       |
| 9      | Srbsko                 | 0     | 1       | 0     | 1       |
| 14     | Brazílie               | 0     | 0       | 1     | 1       |
| 14     | Dominikánská republika | 0     | 0       | 1     | 1       |
| 14     | Egypt                  | 0     | 0       | 1     | 1       |
| 14     | Írán                   | 0     | 0       | 1     | 1       |
| 14     | Tunisko                | 0     | 0       | 1     | 1       |
| 14     | Turecko                | 0     | 0       | 1     | 1       |
| 14     | Spojené státy americké | 0     | 0       | 1     | 1       |
| celkem | celkem                 | 8     | 8       | 16    | 32      |